# Rose Vincent
Pour les articles homonymes, voir Vincent.
Rose Vincent (née Marie Rose Treffot-Jurgensen à Sainte-Croix le 15 mars 1918 et morte à Clamart le 15 juin 2011) est une journaliste et écrivaine française.
Originaire de la Bresse Louhanaise, Rose Vincent a suivi une trajectoire originale, adaptée aux riches événements de son siècle et de son environnement. D'abord enseignante, puis résistante, elle devient journaliste et écrivaine après la Seconde Guerre mondiale.
Elle est l'auteur de nombreux ouvrages aussi bien dans son domaine de prédilection: l'éducation des enfants, que sur l'Inde, où elle a vécu 4 ans, et de romans, qui ont reçu plusieurs prix.

## Biographie
Fille d’instituteurs de la région de Louhans, où elle a passé son enfance, Marie Rose Treffot est lauréate du concours général en mathématiques (1934), Normalienne (Sèvres, 1937), et lauréate de l'agrégation féminine de mathématiques (1940-41).
En 1939, elle épouse Jean-Daniel Jurgensen.
Elle enseigne à Dreux et Chartres (1940-43), tout en s'engageant dans la Résistance, au sein du réseau « Défense de la France ». Elle entre dans la clandestinité à partir de 1943, et collabore notamment aux Cahiers de Défense de la France.
Après la Libération, elle travaille au quotidien France-Soir, issu du journal clandestin « Défense de la France », et à la création du magazine France et Monde. En 1951, elle rejoint la rédaction de l’hebdomadaire féminin Elle où elle anime la rubrique « Parents-enfants » jusqu’en 1973. Parallèlement, elle devient rédactrice en chef de Votre Enfant (1954-1958) et de Femina Pratique (1957).
En 1958, Rose Vincent fonde le mensuel Femme Pratique, dont elle sera la directrice et la rédactrice en chef jusqu’en 1972. Elle publie plusieurs ouvrages sur l’éducation des enfants. Sans être une féministe militante, elle promeut la cause de l’émancipation des femmes.
Elle séjourne ensuite en Inde (1972-1976) et aux Pays-Bas (1979-1982) avec son mari, Ambassadeur de France, et entame une carrière d’écrivain.
En 1976, elle participe au lancement du quotidien J'informe fondé par Joseph Fontanet.
Après son retour en France, elle publie plusieurs ouvrages historiques et romanesques, qui lui vaudront de nombreux prix.
Dans les dernières années de sa vie, elle séjourne essentiellement à Uzès (Gard), pays d’adoption où elle se consacre à l’écriture de ses derniers ouvrages et à la restauration du Mas de Mayac (ISMH).

## Œuvres
- Rose Vincent et Roger Mucchielli, Comment connaitre votre enfant, Le livre de Poche, 1957
- Rose Vincent, L'éducation des enfants, Hachette, 1962
- Rose Vincent et Denise Hubert, Les coudes sur la table, Hachette, 1965
- Rose Vincent, Connaissance de l'enfant, Denoël, 1969
- Rose Vincent, Le Métier de mère, Centurion/Grasset, 1971
- Rose Vincent, Mohini ou l'Inde des femmes, Paris, Le Seuil, 1978, 189 p. (ISBN 2-02-004709-8), prix littéraire de l'Asie et prix Auguste Furtado de l'Académie française en 1978
- Rose Vincent, A la découverte de votre enfant, Retz, 1981
- Rose Vincent, Le Temps d'un royaume : Jeanne Dupleix, 1706-1756, Paris, Le Seuil, 1982, 358 p. (ISBN 2-02-006207-0)
- Rose Vincent, Le soleil et la roue, Paris, Le Seuil, 1985, 330 p. (ISBN 2-02-008676-X) - Prix Jules Favre de l’Académie française; Prix RTL; Prix du récit historique; Prix des Pays Protestants
- Rose Vincent, L'adieu aux Champs, Paris, Le Seuil, 1987, 291 p. (ISBN 2-02-009636-6) Prix Maurice Genevoix; Prix Emile Guillaumin; Prix de culture Bourguignonne
- The French in India, 1989
- Rose Vincent, L'Enfant de Port-Royal : le roman de Jean Racine, Paris, Le Seuil, 1992, 366 p. (ISBN 2-02-013545-0). Un livre sur les débuts de Jean Racine
- Collaboration, Pondichery, l'échec d'un rêve d'empire, Autrement, 1993 (ISBN 2-86260-433-X)
- Collaboration, L'aventure des Français en Inde : XVIIe – XXe siècles, Paris/Pondichéry, Kailash, 1995, 255 p. (ISBN 2-909052-71-0)
- Rose Vincent, Vert est le Paradis : roman, Paris, Le Seuil, 1996, 232 p. (ISBN 2-02-026241-X)
- Rose Vincent, La perle du Cardinal : roman, Paris, Le Seuil, 2000, 282 p. (ISBN 2-02-034198-0)

## Distinctions

### Décorations
- Chevalier de la Légion d'honneur[Quand ?]
- Médaille de la Résistance française (décret du 31 mars 1947)[5]
- Chevalier de l'ordre des Palmes académiques

### Prix
- Prix Franklin Roosevelt
- Prix littéraire de l'Asie (1978)
- Prix Auguste-Furtado (1978)
- Prix Jules-Favre (1985)
- Prix RTL (1985)
- Prix du récit historique (1985)
- Prix des Pays Protestants (1985)
- Prix Maurice-Genevoix (1987)
- Prix Emile-Guillaumin (1987)
- Prix de culture Bourguignonne (1987)